# Monsters, Inc. Mike & Sulley to the Rescue!

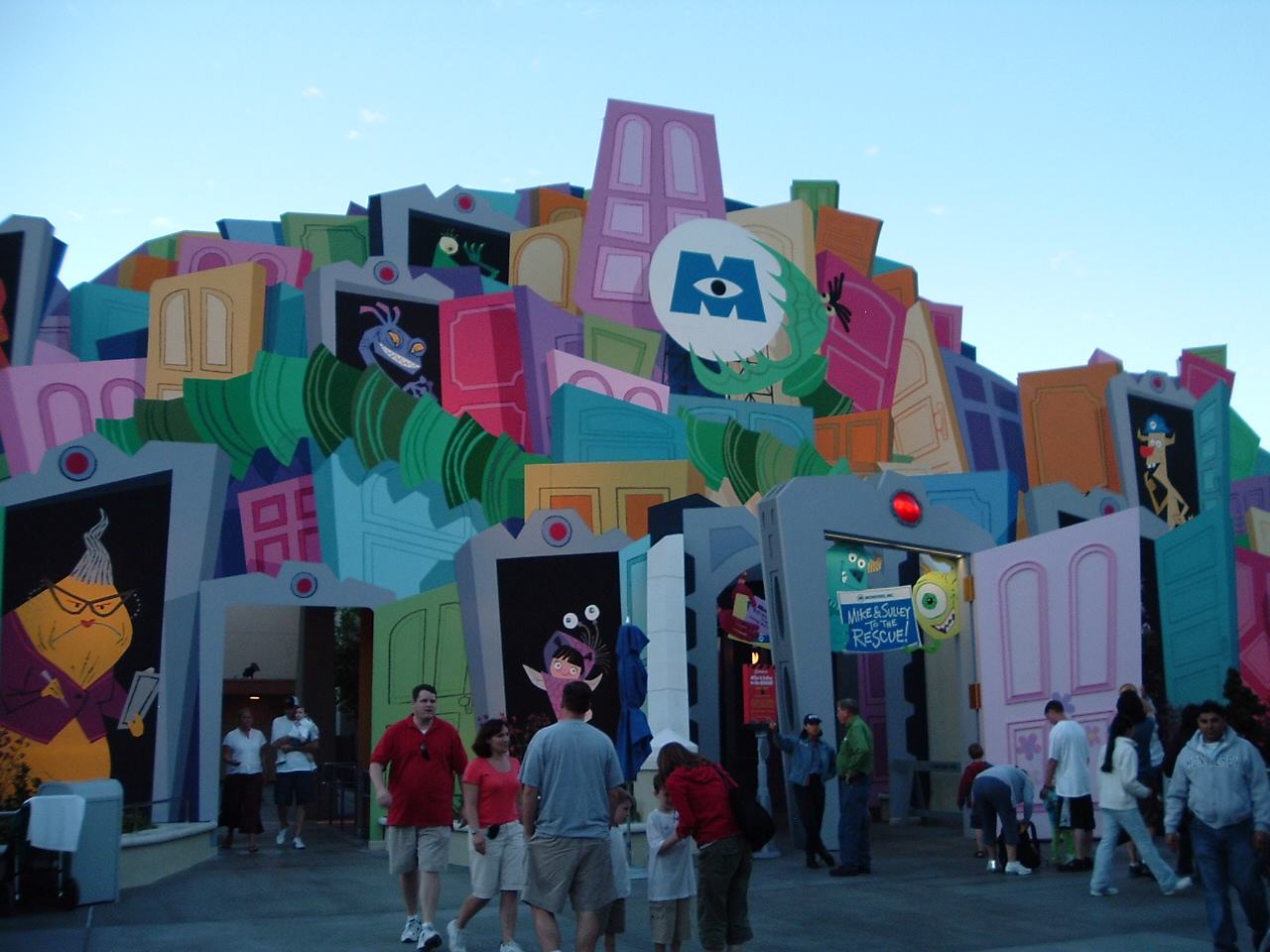
Vista frontal de Monsters, Inc. Mike & Sulley to the Rescue!

Monsters, Inc. Mike & Sulley to the Rescue! é uma atração de dark ride do parque temático Disney California Adventure, no Disneyland Resort em Anaheim. Aberto pela primeira vez em 20 de dezembro de 2005. Ele é baseado no filme da Disney-Pixar de 2001 Monsters, Inc.. A atração, que substituiu o dark ride Superstar Limo, foi desenvolvida por Ride & Show Engineering, Inc. e Walt Disney Imagineering.